# 友谊输油管道
友谊输油管道或音译德鲁日巴输油管道（俄语： [nʲɪftʲɪprɐˈvot ˈdruʐbə]；又譯德鲁兹巴输油管道），亦稱经互会油管，是一个由俄罗斯向中欧和东欧国家输送原油的大型输油管道系统，是世界上长度最长输油管道，管线分为两线，一线长4412公里，从俄罗斯（前苏联）通道德国；另一线长5500公里，输往捷克和匈牙利，工程分为两期，分别于1964年和1973年完工，現由俄羅斯國家石油管道運輸公司管理
。

## 地緣政治
德魯茲巴輸油管道，不但是世界上長度最長輸油管道，亦被美國外交雜誌《外交政策》列為世界上五大要害之地之一，現由俄羅斯石油管道運輸公司管理，而俄羅斯石油管道運輸公司的德魯茲巴輸油管道壟斷地位亦為烏克蘭、白俄羅斯等國形成能源及政經依賴，受制於俄羅斯。
德魯茲巴輸油管道與烏克蘭、白俄羅斯的地緣政治關係密切。由於苏联解体使俄罗斯少了不少石油出海口，因應此地缘政治变化，俄罗斯计划通过奧米沙利港将德魯茲巴油管和亚德里亚油管延长至地中海市场，以利俄罗斯打通石油出口路。

## 历史
1958年12月18日，在布拉格举行的经济互助委员会第十次会议上，签署了一项协定。即决定建设一条由苏联经过波兰向捷克斯洛伐克、东德和匈牙利等国家输送原油的管道。起初的管线规划长度为5327公里，并于1960年开工。建设该输油管道系统的建材和机械装备等由签署国共同提供。1962年，第一批原油输送到捷克斯洛伐克，1963年9月至原油输送至匈牙利，1963年11月送至波兰，最后于1963年12月送至东德。整个一期管道系统建成投产于1964年10月。第一批通过友谊输油管道输送的原油开采自位于俄罗斯鞑靼斯坦共和国和萨马拉州（古比雪夫）的油田。在20世纪70年代的友谊输油管道系统进一步加大了管道复线建设。在建设该条输油管线之时，苏联为了获得低廉价格的钢材，还和西欧国家进行了原油换钢管的交易，而美国为了维护与西欧国家的同盟关系，极力阻止苏联通过能源交换和西欧国家接近，一度引发了东西方之间的“输油管道冷战”。
2022年8月9日，俄羅斯方面指德鲁日巴输油管道南線部分被烏克蘭方面切斷。8月10日，在乌克兰收到匈牙利和斯洛伐克方面支付的过境运输费用后，德鲁日巴输油管道南線部分恢復運營。
2023年3月15日，俄罗斯石油管道运输公司发言人表示，该公司员工在友谊输油管道新济布科夫输油泵站发现多个爆炸装置。
2023年8月5日，友谊输油管道位于波兰霍代奇周围的一部分发生小规模泄漏。经查明，泄漏是由于不明原因爆炸导致两条管道破裂造成的。莫斯科将爆炸事件归咎于乌克兰和西方国家，爆炸发生之际，欧洲正在减少对俄罗斯能源的依赖，以应对俄罗斯入侵乌克兰的情况。乌克兰和西方领导人否认对这些袭击负责，称这是他们正在调查的破坏行为。

## 线路与输送

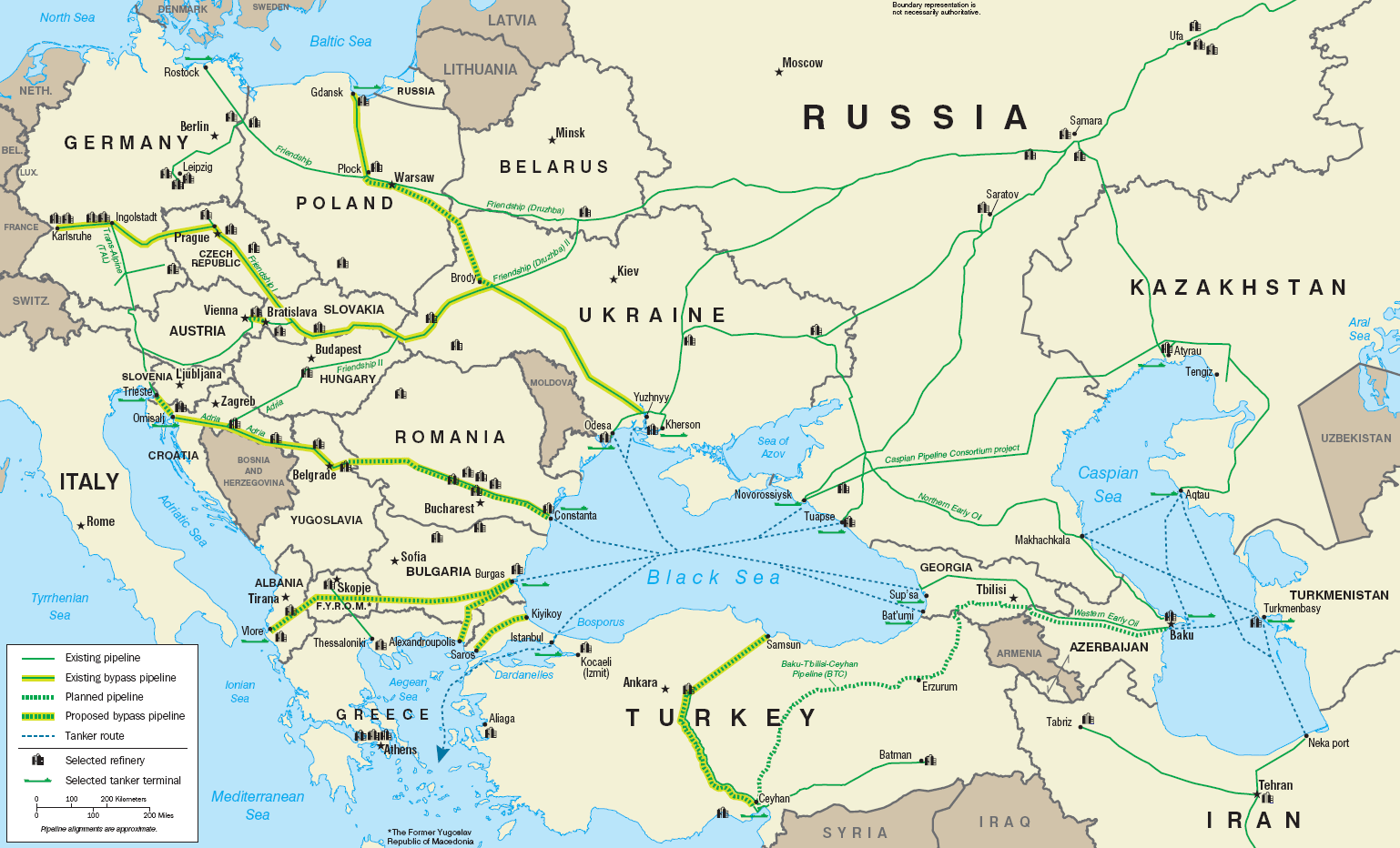
中东欧国家输油管道系统

友谊输油管道起自俄罗斯的阿尔麦季耶夫斯克至匈牙利、捷克斯洛伐克、波兰和德国。为双线：一线长5500公里，管径1.05米，年输油能力5000万吨；二线长4412公里，管径1.22米，年输油能力7000万吨。“友谊”输油管道设计日输油量约为200万桶，其实际日输油量中有140万桶到160万桶出口到欧盟国家，剩下部分出口到白俄罗斯。通过“友谊”输油管道，德国每天进口约50万桶石油，约占德国日石油消费量的20％；波兰每天进口约53万桶石油；捷克每天进口约10万桶石油，约占其日石油消费量的一半；斯洛伐克和匈牙利每天进口石油分别约为7．6万桶和13．5万桶。友谊输油管道队中东欧国家的能源供应影响很大，由该条输油管道输送到部分国家原油甚至占该国石油消费量的三分之一至一半以上，其中匈牙利和斯洛文尼亚两国的石油消费则全部靠该条管线输送。

## 争端
2007年1月7日夜，由于俄罗斯和白俄罗斯在双边贸易问题上的摩擦不断，俄罗斯停止了过境白俄罗斯的友谊输油管道的石油供应，一度导致中东欧多国家面临石油断流的危机，在经历了3天的断油后，最终经多方的妥协让步，该条管道于10日夜恢复原油供应。